# Коппи, Серсе
Се́рсе Ко́ппи (итал. Serse Coppi; 19 марта 1923, Кастеллания, Пьемонт — 29 июня 1951, Турин) — итальянский шоссейный велогонщик, выступавший на профессиональном уровне в период 1945—1951 годов. Победитель однодневной классической гонки «Париж — Рубе» 1949 года, участник пяти супервеломногодневок «Джиро д’Италия» в составе команды Bianchi. Младший брат велогонщика Фаусто Коппи.

## Биография
Серсе Коппи родился 19 марта 1923 года в коммуне Кастеллания провинции Алессандрия, Италия. Младший брат Фаусто Коппи, одного из величайших велогонщиков своего времени.
Дебютировал в шоссейном велоспорте на профессиональном уровне сразу по окончании Второй мировой войны в 1945 году, присоединившись к команде Bianchi. В её составе отметился победами в гонках «Милан — Варци», «Коппа Боэро», Circuito di Valle Scrivia, был четвёртым на «Коппа Бернокки», восьмым на «Милан — Турин», закрыл десятку сильнейших на «Чемпионате Цюриха».
В 1946 году стал вторым на «Гран-при л’Экип» и третьим на «Джиро дель Эмилия», впервые выступил в супервеломногодневке «Джиро д’Италия», где занял в генеральной классификации 24 место.
На «Джиро д’Италия» 1947 года сошёл с дистанции и не показал никакого результата.
В 1948 году финишировал третьим на «Трофео Баракки».
Главное достижение в спортивной карьере Серсе Коппи — победа в однодневной классической гонке «Париж — Рубе» 1949 года. При этом он разделил первое место с французом Андре Маэ, который из-за ошибки полицейского въехал на велодром с другой стороны. В этом сезоне Коппи также выступил на «Джиро д’Италия», занял в генеральной классификации 55 место.
В 1950 году выиграл один из этапов гонки «Рим — Неаполь — Рим», стал вторым на «Трофео Баракки» (вместе со своим братом Фаусто), занял 60 место в общем зачёте «Джиро д’Италия».
На «Джиро д’Италия» 1951 года занял в генеральной классификации 54 место.
29 июня 1951 года в Турине во время финишного спринта на «Джиро дель Пьемонте» Коппи зацепился колесом за трамвайные пути и в результате падения сильно ударился головой о тротуар. Он самостоятельно добрался до гостиницы, но вечером спустя несколько часов почувствовал себя плохо и был доставлен в больницу с сотрясением мозга. Врачи собирались провести операцию, но не успели — гонщик скончался от кровоизлияния в мозг.